# Glockengießerei Oberascher

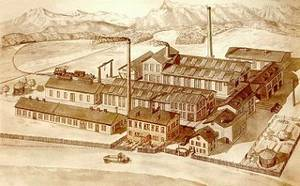
Werksanlagen der Gießerei Oberascher in Salzburg-Kasern um 1920

Die Glockengießerei Oberascher war eine von 1618 bis 2003 in der Stadt Salzburg bestehende Metall- und Glockengießerei. Der Betrieb befand sich die allermeiste Zeit im Besitz derselben Familie und produzierte mehrere der größten Glocken Europas.

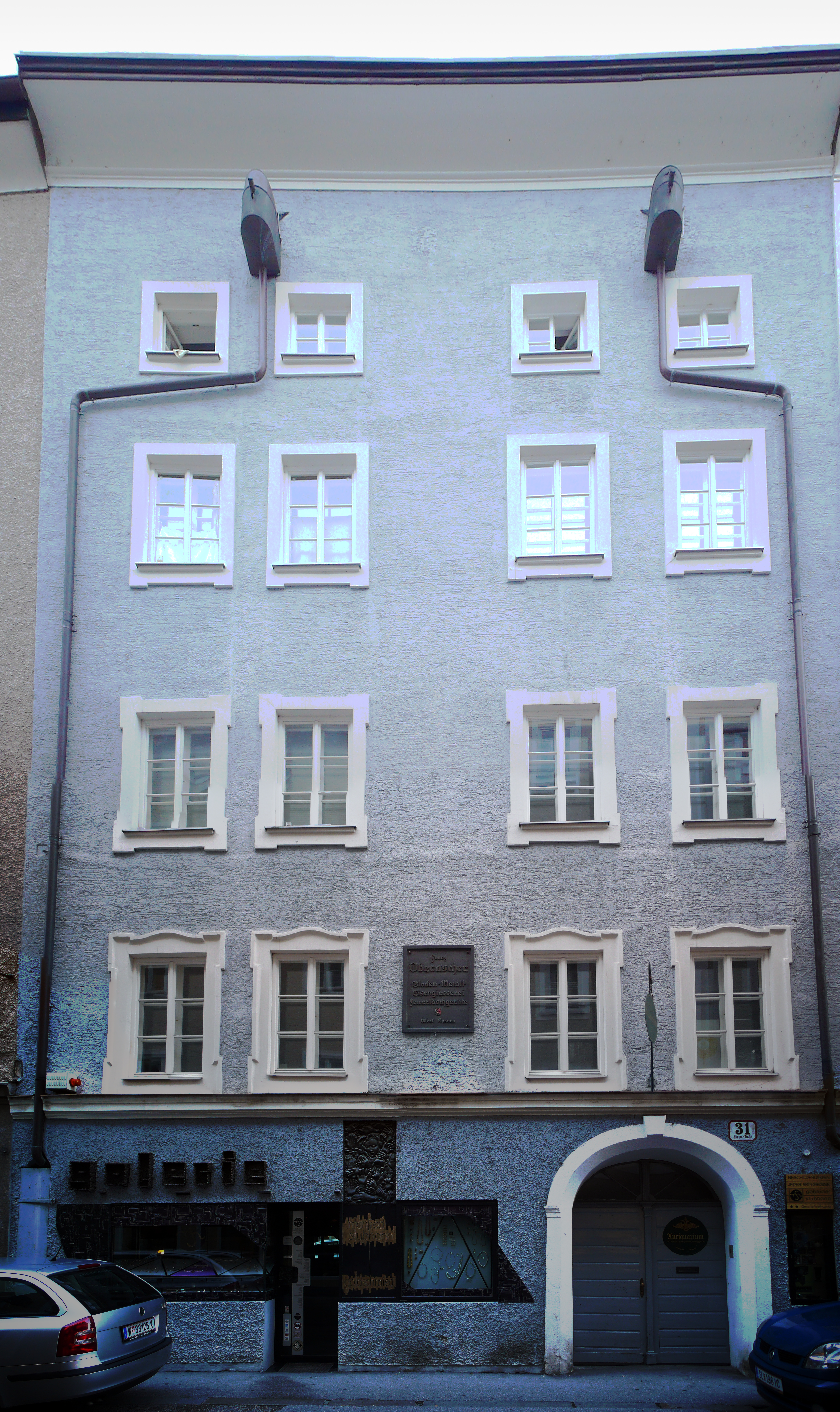
Alte Fertigungsstätte der Glockengießerei Oberascher bis 1919 in der Linzer Gasse 31

## Geschichte
In Salzburg ist bereits um 1430 eine Glockengießerei mit Meistern wie Jörg Gloppitscher nachweisbar, die bis etwa 1520 bestand.
1618 wurde die Gießerei als fürsterzbischöfliche Hof- und bürgerliche Stuck- und Glockengießerei von Jakob Lidl neu gegründet.
Zunächst war der Betrieb in der Salzburger Goldgasse 14 angesiedelt, unter Johann Hackhl wurde er vor das früher bestehende Linzertor am Ende der Linzer Gasse verlegt (heute Glockengasse 10) und 1724 in den Bruderhof an der Linzer Gasse. Dagegen protestierten die Nachbarn mehrfach; sie wiesen auf die Feuergefahr durch Funkenflug beim Gießen hin. 1919 übersiedelte das Unternehmen in den heutigen Stadtteil Kasern.
1765 übernahm Johann Baptist Oberascher den Betrieb, der bis zum Ende 2003 im Familienbesitz verblieb.
Neben dem Guss von Glocken zählte früher auch die Herstellung von Kanonenrohren für die Türken- und Franzosenkriege zu den wichtigsten Produktionszweigen der Gießerei.
Urkunden belegen, dass den Oberaschers auf Grund ihrer Verdienste verschiedene außerordentliche Rechte von den Landesherren verliehen wurden, so zum Beispiel das Bau- und Schürfrecht für den Kupferbergbau in Mitterberg und am Radhausberg in den Tauern. Am Ausbau dieses seinerzeit blühenden Bergbaues hatten die Oberaschers maßgeblichen Anteil.
Als Salzburg im Zuge der Napoleonischen Kriege zwischen 1810 und 1816 an Bayern fiel, fungierte der Betrieb als königlich-bayrische Hofglocken- und Stuckgießerei.
Während der beiden Weltkriege war der Glockenguss eingestellt. Ab 1939 war die Gießerei unter fremder Leitung als Rüstungsbetrieb mit Zwangsarbeitern tätig und produzierte Haubitzen-Geschoße und Granaten. 1946 wurde der Glockenguss unter der Leitung von Georg Sippel wieder aufgenommen.
In den ersten Nachkriegsjahren, als das für Glockenbronze notwendige Zinn teuer und schwer erhältlich war, wurde auch viel in einer zinnarmen Sonderlegierung gegossen, bestehend aus ca. 60 % Kupfer, 29 % Zink, 6 % Blei und 5 % Zinn.

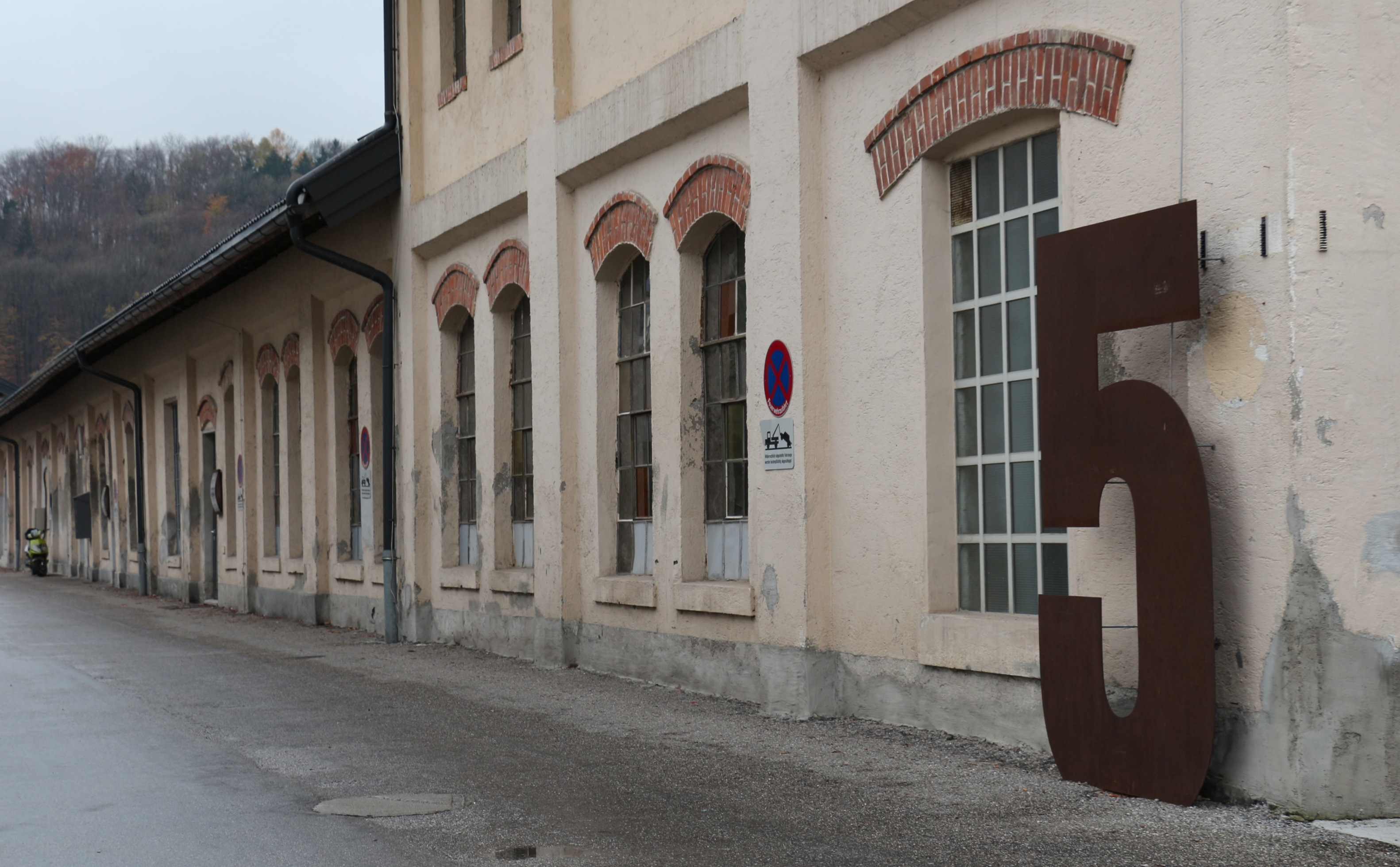
Teil der Glockengießerei Oberascher als Objekt 5 auf dem heutigen Gewerbegelände Gusswerk

Nachdem das Absatzgebiet bereits in der Zwischenkriegszeit erheblich erweitert werden konnte, stieg der Glockenguss insbesondere nach 1948 rasant an, womit Oberascher sich innerhalb weniger Jahre zu einer der fünf großen Glockengießereien Österreichs sowie zu einem der größten Industriebetriebe des Landes entwickelte. Zwischen 1946 und 1972 entstanden insgesamt ca. 1650 Glocken im Gesamtgewicht von 911.309 kg, viele davon gingen ins Ausland, zum Beispiel nach Sydney und Bethlehem.
1961 wurde bei Oberascher das größte Geläut in Österreich und im süddeutschen Raum für den Salzburger Dom mit insgesamt 26.787 kg gegossen.
Wegen der allgemeinen Sättigung – die im Krieg abgelieferten Glocken waren alle ersetzt – wurden ab den 1970er Jahren bei Oberascher nur noch sehr wenige Glocken gegossen, weshalb man sich verstärkt dem Industrieguss widmete (Leichtmetalle und Gusseisen), der zunehmend das Hauptbetätigungsfeld der Firma darstellte.
Aufgrund der abnehmenden Nachfrage wurde 2003 der Glockenguss gänzlich eingestellt. 2004 wurde die Firma Oberascher mit neuen Eigentümern als Oberascher Manufaktur Gießerei & Handelsgesellschaft mbH. neu gegründet. Dort wurden überwiegend gewerbliche und industrielle Kleinserien, anspruchsvoller Kunstguss sowie individuelle Einzelstücke und Sonderanfertigungen gegossen. Am 30. Dezember 2009 musste auch dieser Betrieb den Konkursantrag beim Salzburger Landesgericht stellen.

## Inhaber

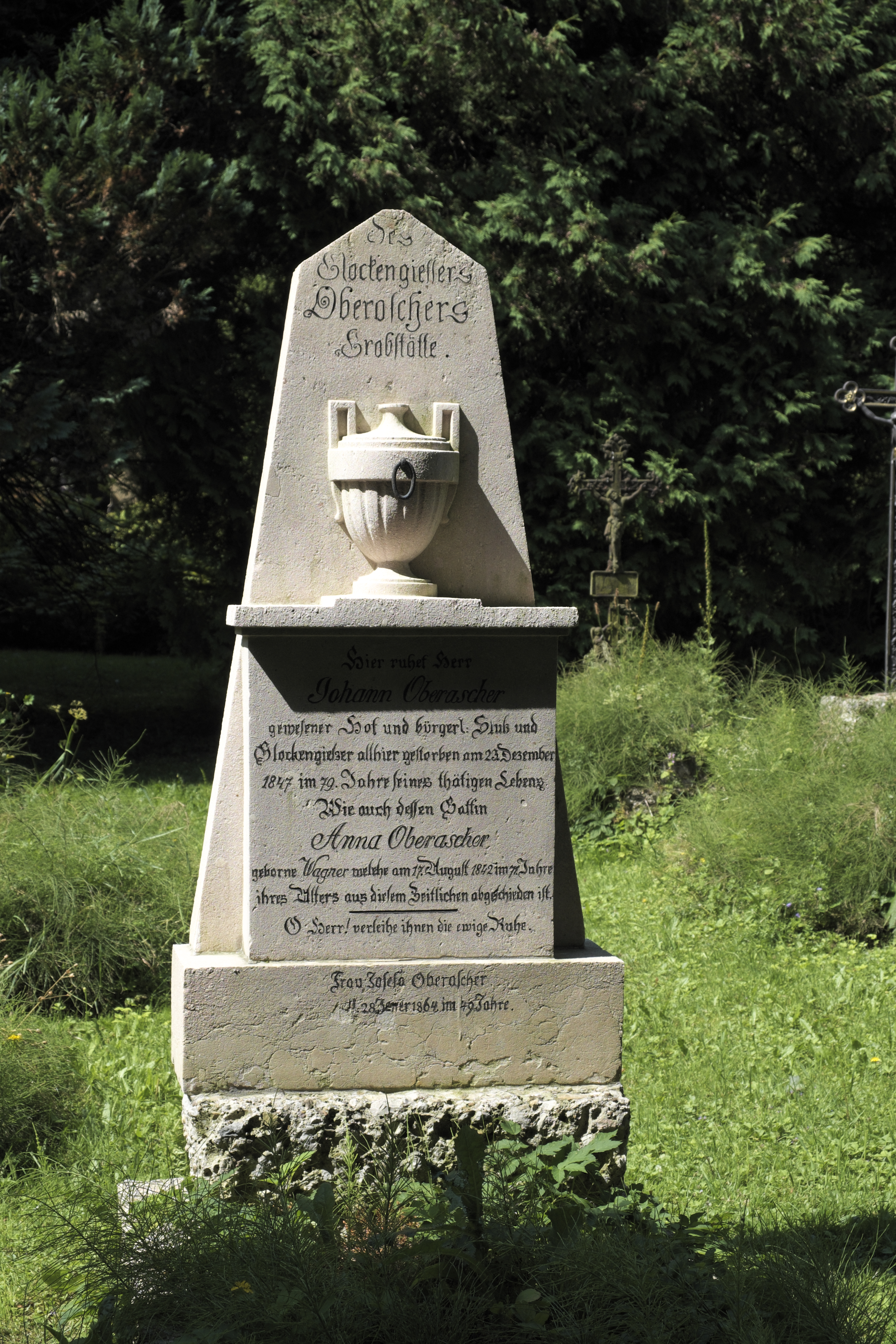
Grab von Johann Oberascher (1769–1847) am Salzburger Sebastiansfriedhof

- Jakob Lidl (* um 1586 in München; † 1647 in Salzburg) suchte am 29. Oktober 1618 um Erlaubnis an, eine Gießerei zu errichten und wurde so Gründer und erster Inhaber der Gießerei.
- Johann Eisenberger (* um 1611 in Nürnberg; † 27. Dezember 1674 in Salzburg) war der Schwiegersohn Lidls und leitete den Betrieb von 1650 bis 1674.
- Benedikt Eisenberger (* um 1651; † 17. Juni 1723) übernahm den Betrieb 1674 nach dem Tod seines Vaters und führte ihn bis 1723.
- Johann Hackhl (* 25. März 1704 in Gneixendorf bei Krems; † um 1750) heiratete am 28. Februar 1724 die Witwe des Benedikt Eisenberger und übernahm dessen Betrieb.
- Johann Georg Leschinger († 1759) heiratete nach Hackhls Tod am 31. August 1750 dessen zweite Frau Anna und übernahm den Betrieb. Nach Leschingers Tod führte seine Witwe den Betrieb zunächst allein weiter.
- Johann Baptist Oberascher (* 17. Juni 1737 in Salzburg-Knigl; † 1797) war Sohn eines Bauern und Stammvater der Glockengießerdynastie Oberascher. Er erlernte den Glockenguss bei Johann Georg Leschinger (Meisterbrief 1753). Nach Leschingers Tod heiratete er am 7. Mai 1765 dessen Witwe und übernahm den Betrieb. Johann Baptist Oberascher gilt als der bedeutendste Gießer der Barockzeit in Salzburg.[1] Bis zu seinem Tod 1797 goss er 83 namentlich angeführte Glocken.[2] Neben zahlreichen Glocken schuf er auch ganze Geläute, darunter eine der größten Gussleistungen der Barockzeit in Österreich, das Stiftsgeläute von Mondsee, dessen große Glocke ein Gewicht von 4383 kg aufwies. Von diesem Geläute überdauerte nur die zweitgrößte Glocke die Kriege. Das Geläute für die Kirche St. Zeno in Bad Reichenhall dagegen ist noch vollständig erhalten (4 Glocken aus 1790/1791, die große mit 2268 kg) und zählt zu den klangschönsten der Barockzeit.[1]

- Johann Oberascher (* 26. Jänner 1769;[6] † 23. Dezember 1847) übernahm die Gießerei nach dem Tod seines Vaters 1797 und führte sie bis 1835. Trotz Kriegszeit und Geldentwertung nahm unter ihm der Betrieb an Bedeutung zu. Für Salzburg und Umgebung lieferte die Gießerei 138 größere Glocken. Um der zunehmenden Nachfrage gerecht zu werden, sah sich Johann Oberascher 1810 veranlasst, den Betrieb zu erweitern und die alte Gießstätte vom Stammhaus in der Goldgasse in die Glockengasse und später in die Linzer Gasse zu verlegen. In Nonntal „vor der Schanze“ erwarb der nunmehrige königlich-bayerische Stuk- und Glockengießer eine Werkstätte zum Drehen und Bohren von Kanonenrohren.[2] Im Zuge des großen Salzburger Stadtbrandes von 30. April bis 4. Mai 1818 brannte auch die Gießerei der Firma Oberascher bis auf die Außenmauern ab. Nachdem Johann Oberascher sich bereits am 13. Mai 1818 an die zuständige Salzburger Baukommission mit Plänen zum Wiederaufbau seiner Gießerei gewandt hatte, durfte er den Betrieb zunächst jedoch nicht neu errichten. Hintergrund hierfür war, dass es bereits seit 1810 zu wiederholten Auseinandersetzungen mit den Anrainern über die Gießerei und die damit zusammenhängende Brandgefahr für die Nachbarobjekte gekommen war. Zunächst wurden mehrere Sachverständige und die Landesregierung mit den Wiedererrichtungsplänen der Gießerei Oberascher befasst. Johann Oberascher wandte sich in weiterer Folge direkt an Kaiser Franz I. und bat diesen um seine Unterstützung, insbesondere mit dem Argument, dass die Gießerei mit ihrer Kanonenproduktion auch für das Militär des Habsburgerreiches von Bedeutung wäre. Die Firma Oberascher setzte sich letzten Endes gegen alle Einwände durch und mit dem Einlangen einer allerhöchsten Entschließung konnte die Gießerei bis zum Juni 1819 wieder neu errichtet werden.[7] Von Johann Oberascher stammt auch das 1818 gegossene große hydraulische Solpumpwerk für die Saline in Bad Reichenhall. Das Pumpwerk gilt allgemein als ein Meisterwerk der Gießkunst und ist heute im Technischen Museum in München ausgestellt.[2]
Der bürgerliche Stuk und Glockengießer starb im 79. Jahre seines thätigen Lebens und wurde im Sebastiansfriedhof beigesetzt, seine Gattin Anna Wagner war ihm schon fünf Jahre früher, am 27. August 1842, vorangegangen.
- Franz Oberascher I (* 19. November 1802; † 13. März 1877) übernahm 1835 die Gießerei seines Vaters. Von ihm stammen 264 größere Glocken. In seine Zeit fiel die große „Umgusswelle“, während der unzählige Pfarrgemeinden ihre alten, nicht zusammenstimmenden Glocken zu größeren, harmonischen Geläuten umgießen ließen. Von seinen zahlreichen Glocken haben nur wenige die beiden Weltkriege überstanden. Zu den bedeutendsten Werken zählten die großen Glocken für Bad Ischl (2179 kg), der Stadtpfarrkirche Steyr (2906 kg) und der Erzabtei St. Peter (2178 kg) sowie die Geläute für Hallein (4751 kg), für das Stift Nonnberg (3457 kg) und Mariapfarr (4368 kg). 1874 übergab er den Betrieb in Folge seines Alters seinem Neffen Josef.[1]
- Josef Oberascher (* 1844; † 1911) leitete die Gießerei von 1874 bis 1907. Von ihm stammen zahlreiche Glocken, hauptsächlich für Salzburg, aber auch Oberösterreich. Er profitierte ebenfalls noch von der großen „Umgusswelle“. Josef Oberascher verwendete eine Barockrippe, die er von Franz Oberascher I. übernommen haben dürfte, da sie dasselbe Klangverhalten zeigt. Die Geläute für die Klosterkirche in Puchheim (4065 kg) und der Salzburger Andräkirche waren neben der großen Glocke für Mattighofen (2394 kg) seine bedeutendsten Werke.[1]
- Franz Oberascher II (* 7. August 1870; † 5. Mai 1942) übernahm 1907 den Betrieb von seinem Vater und leitete ihn bis 1939. Bis zum Ersten Weltkrieg wurden noch zahlreiche Geläute gegossen, die größten davon für Hochburg (2277 kg) und die Herz-Jesukirche in Wels (5140 kg). Zu den bedeutendsten Glocken aus dieser Zeit zählt die große Glocke der Stadtpfarrkirche Mülln, gegossen am Tag der Kriegserklärung 1914, welche bis heute erhalten ist und zu den wertvollsten Glocken des Historismus in Österreich zählt.[1] Ansonsten blieben aus der Zeit vor 1914 nur zwei kleinere Glocken erhalten. Auch von seinen Zwischenkriegsgeläuten blieben nur einzelne kleinere Glocken erhalten, alle anderen wurden während des Zweiten Weltkrieges eingeschmolzen. Zu den wenigen erhaltenen Werken zählt die große Glocke von Maria Plain, genannt die „Stürmerin“ (2018 kg), welche als besonders klangvoll und wertvoll gilt. Sein Sohn Franz Oberascher III (* 1898; † 1944) fiel im Zweiten Weltkrieg.[1]
- Dorothea Sippel, geb. Oberascher (* 16. Jänner 1913; † 9. Februar 1995)
- Maria Schreiner, geb. Oberascher (* 8. März 1900; † 1. März 1982) Nach dem Tod von Franz Schreiner (24. August 1938), dem Ehemann von Maria Oberascher, waren ebendiese sowie ihre beiden Geschwister Franz Oberascher III und Dorothea Sippel zu gleichen Teilen Eigentümer. Nach dem Tod von Franz Oberascher III übernahmen nach dem Krieg die beiden Schwestern dessen Anteile. Georg Sippel (*11. November 1905; † 17. Juni 1993) kam nach dem Krieg nach Salzburg und heiratete Dorothea Oberascher. Unter seiner Leitung wurde 1946 der Glockenguss wieder aufgenommen. Auf ihn gehen die ab 1948 verwendeten modernen Glockenrippen zurück. Sein Tod stellte die Glockengießerei bei Oberascher vor große Probleme, da Sippel keine schriftlichen Unterlagen zu seinen Rippenkonstruktionen hinterließ und seine Kenntnisse auch sonst nicht ausreichend weitergegeben hatte. Daher gingen die meisten seiner Rippenkonstruktionen verloren.[1]
- Franz Schreiner (* 10. Oktober 1926), Sohn Maria Schreiners, übernahm zu seinem 50. Geburtstag die Anteile seiner Mutter.
- Hartwig Sippel (* 9. September 1953). Die Familie Sippel übernahm ab 1983 als Alleineigentümer den Betrieb.
- Bis 1993 verblieb die Gießerei im Besitz der Familie Sippel.

Das Unternehmen hatte zwei Zweigniederlassungen:

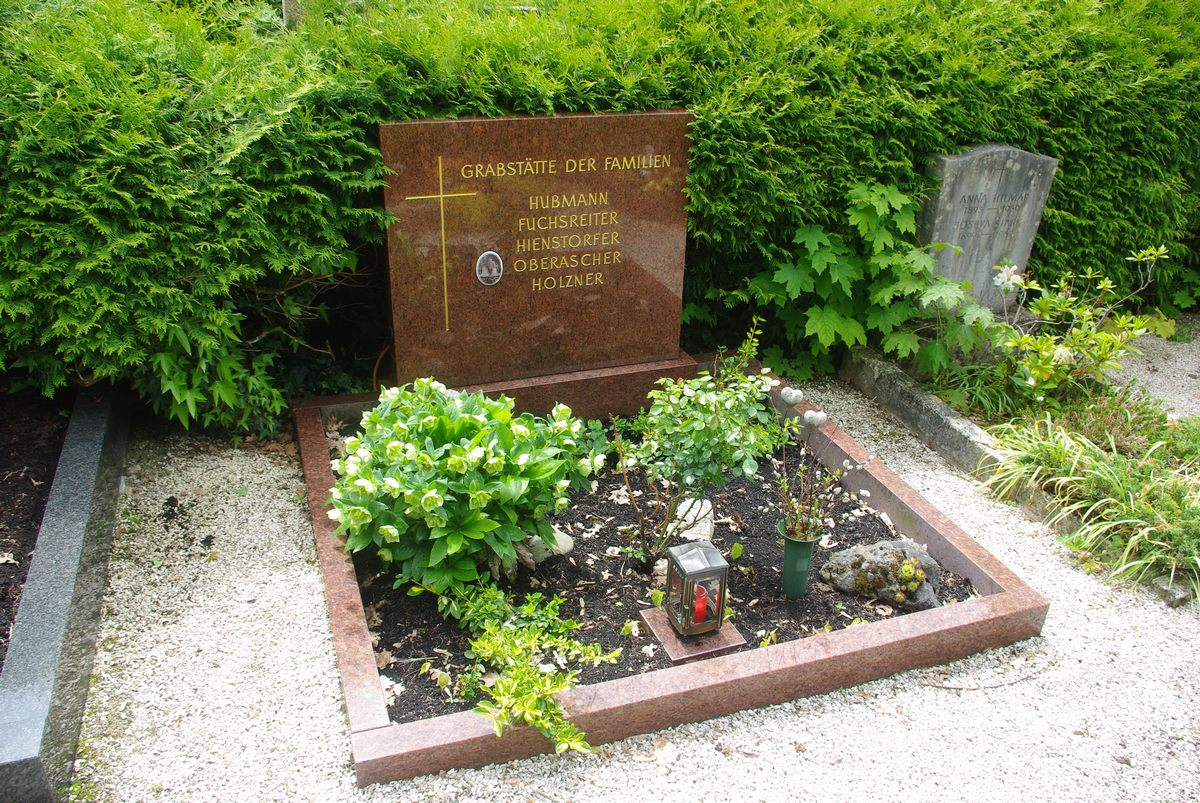
Grabstelle der Familie Oberascher auf dem Friedhof St. Zeno in Bad Reichenhall

- In der Salzburger Straße in Bad Reichenhall, gegründet 1819 von Johann Oberascher II, dem Sohn Johann Oberaschers. Diese Firmengründung war eine Folge des Wiener Kongresses mit dem Salzburg an das Kaisertum Österreich fiel und die Gießerei in der Folge aufgrund von Zollschranken gehindert war ins benachbarte Bayern zu liefern. Johann Oberascher II. arbeitete bis 1840 und goss für die umliegenden Ortschaften 96 Glocken. Ihm folgte sein Sohn Anton Oberascher (1809–1873), der ca. 200 Glocken goss. Sein Nachfolger Franz Sales Oberascher (1854–1908) versorgte Oberbayern zwischen 1873 und 1908 mit ca. 80 Glocken. Damit erlosch diese Linie.[2]

- In München übernahmen Rupert und Rudolf Oberascher, Söhne von Josef Oberascher, 1899 die dort ansässige Gießerei des Josef Strasser. Dieser Betrieb bestand bis nach dem Zweiten Weltkrieg. Das berühmteste Werk aus dieser Firma ist das Glockenspiel für das Rathaus in München, bestehend aus 43 Glocken, welches als ein Wahrzeichen der Stadt angesehen wird.[1][8][9]

## Glockenproduktion

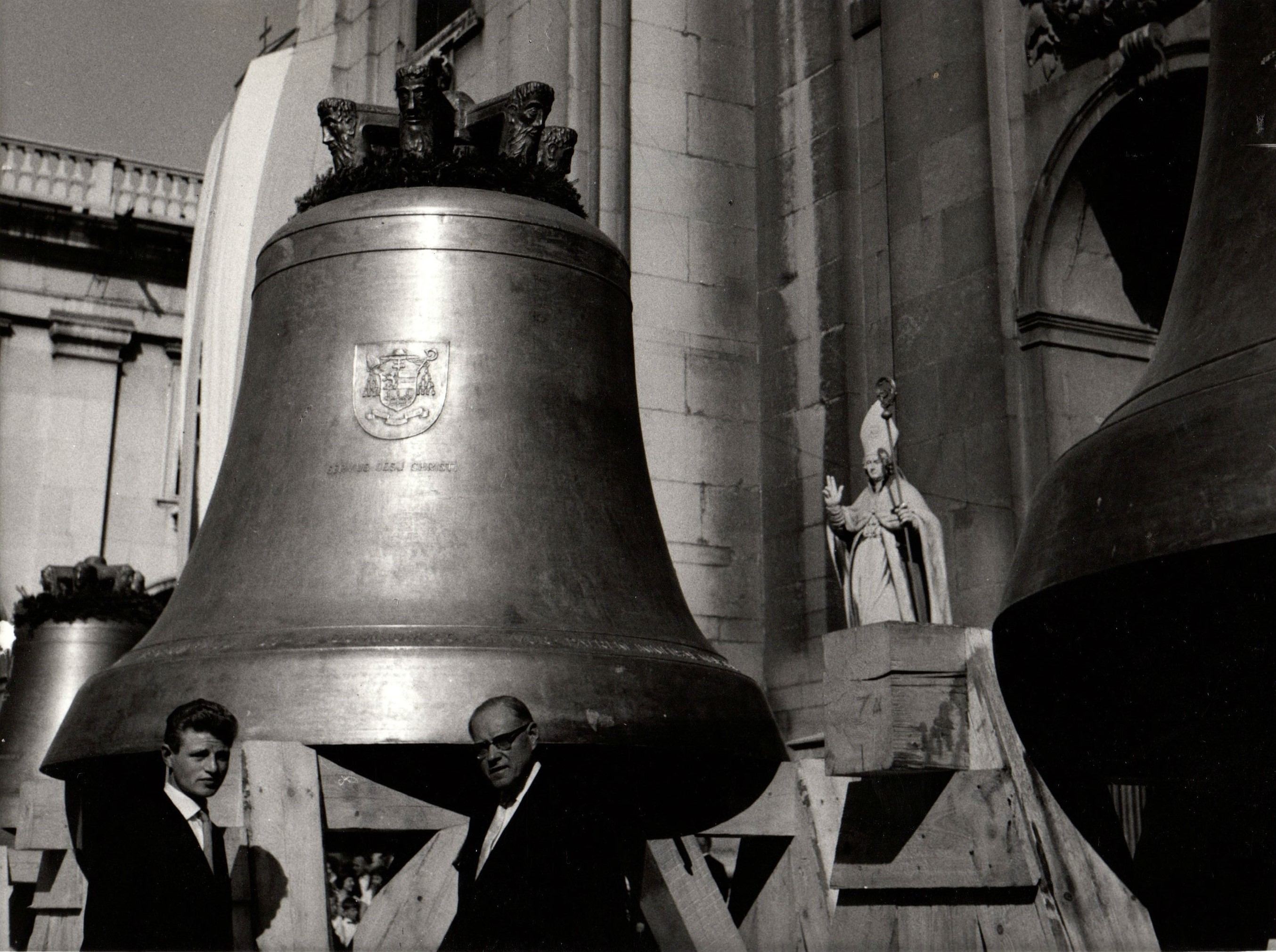
Georg Sippel (r.) vor der Salvator-Glocke (1961)

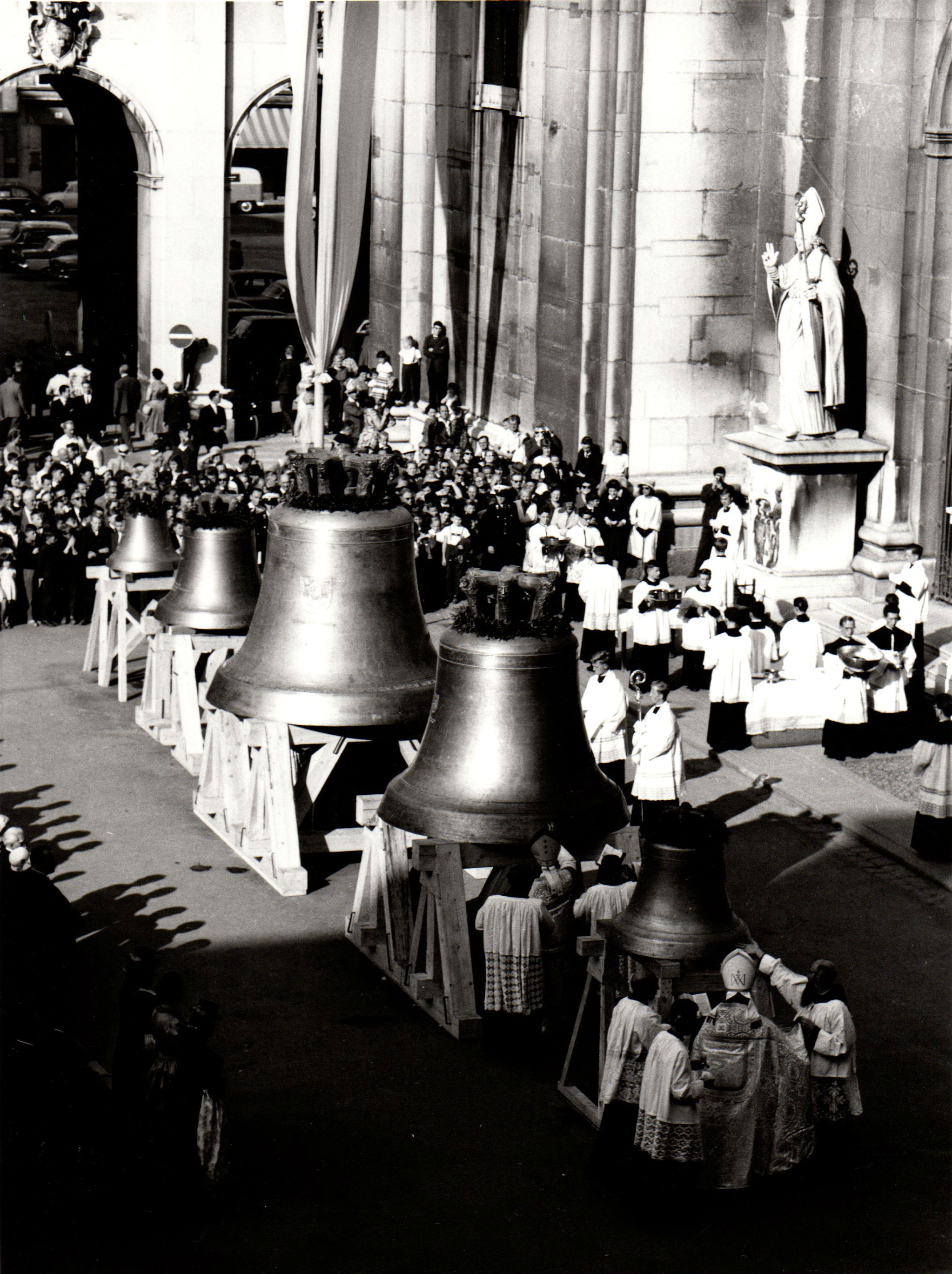
Weihe der Salzburger Domglocken am 24. September 1961

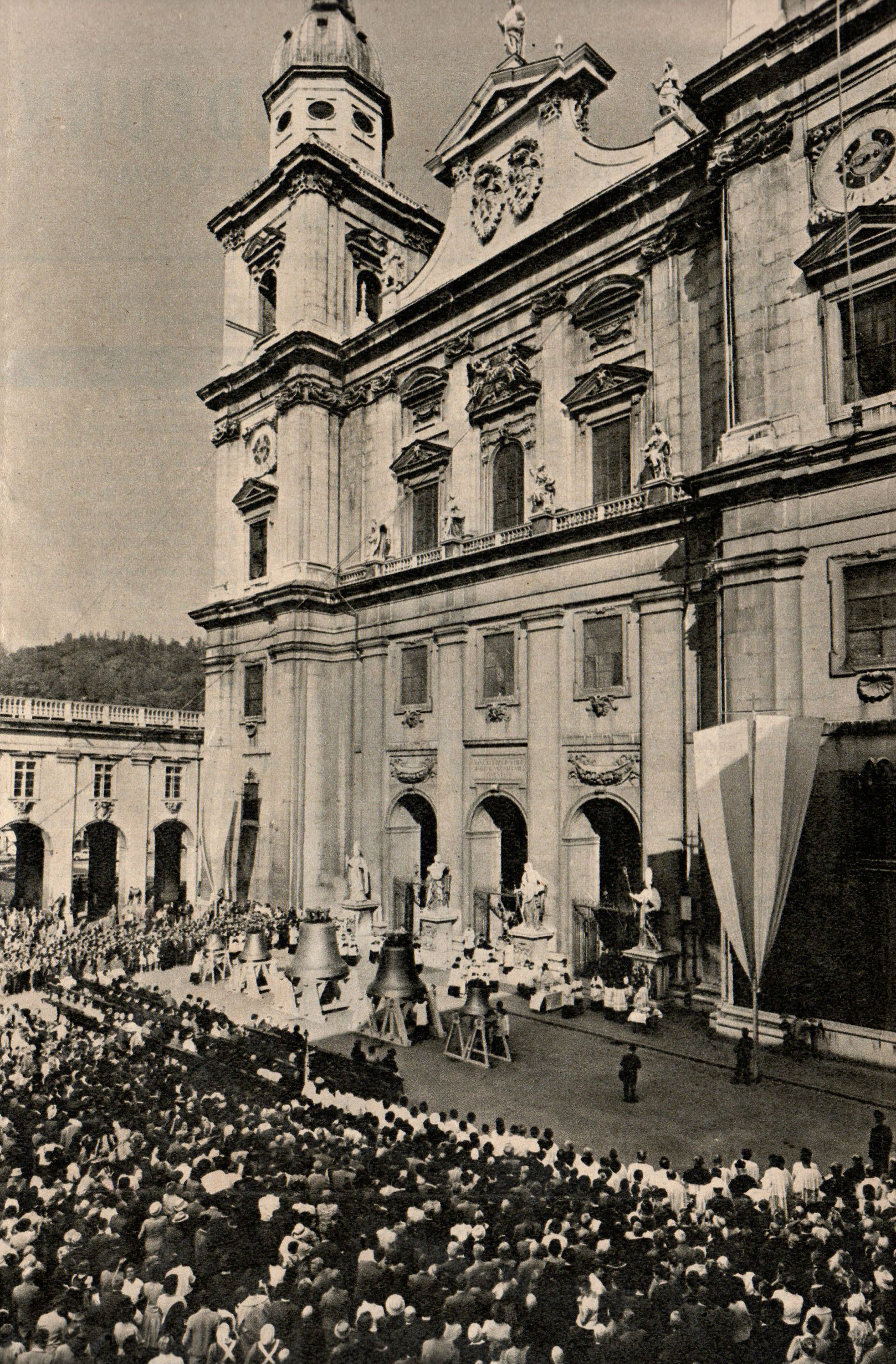
Weihe der Domglocken von einem Klostertrakt des Stiftes St. Peter aus gesehen

Von den Gießern vor Johann Baptist Oberascher sind nur wenige und kleine Glocken erhalten. Unter den Werken der Familien Oberascher und Sippel befinden sich folgende bedeutende Werke:
Glocken von Johann Baptist Oberascher:
- Basilika Mondsee: 5-stimmiges Geläut auf gis0, gegossen 1774–1775. Die große Glocke wog 4.383 kg. Nur die Glocke 2 ist erhalten.
- Kirche St. Zeno in Bad Reichenhall: 5-stimmiges Geläut auf c1, gegossen 1790–1791 (komplett erhalten).

Glocken von Johann Oberascher:
- Stadtpfarrkirche in Schwanenstadt: 6-stimmiges Geläut mit einem Gesamtgewicht von 3.962 kg (nicht erhalten).

Glocken von Franz Oberascher I:
- Stadtpfarrkirche Bad Ischl: große Glocke auf c1 mit 2.179 kg, gegossen 1840 (nicht erhalten).
- Stadtpfarrkirche Steyr: große Glocke auf h0 mit 2.906 kg, gegossen 1849 (nicht erhalten)
- Stiftskirche St. Peter in Salzburg: große Glocke auf d1 mit 2.178 kg, gegossen 1851 (nicht erhalten).
- Wallfahrtsbasilika Mariapfarr: 4-stimmiges Geläut auf c1 mit einem Gesamtgewicht von 4.368 kg, gegossen 1856 (nicht erhalten).
- Benediktinerinnenabtei Nonnberg in Salzburg: 5-stimmiges Geläut auf d1 mit einem Gesamtgewicht von 3.457 kg, gegossen 1865 (nicht erhalten).

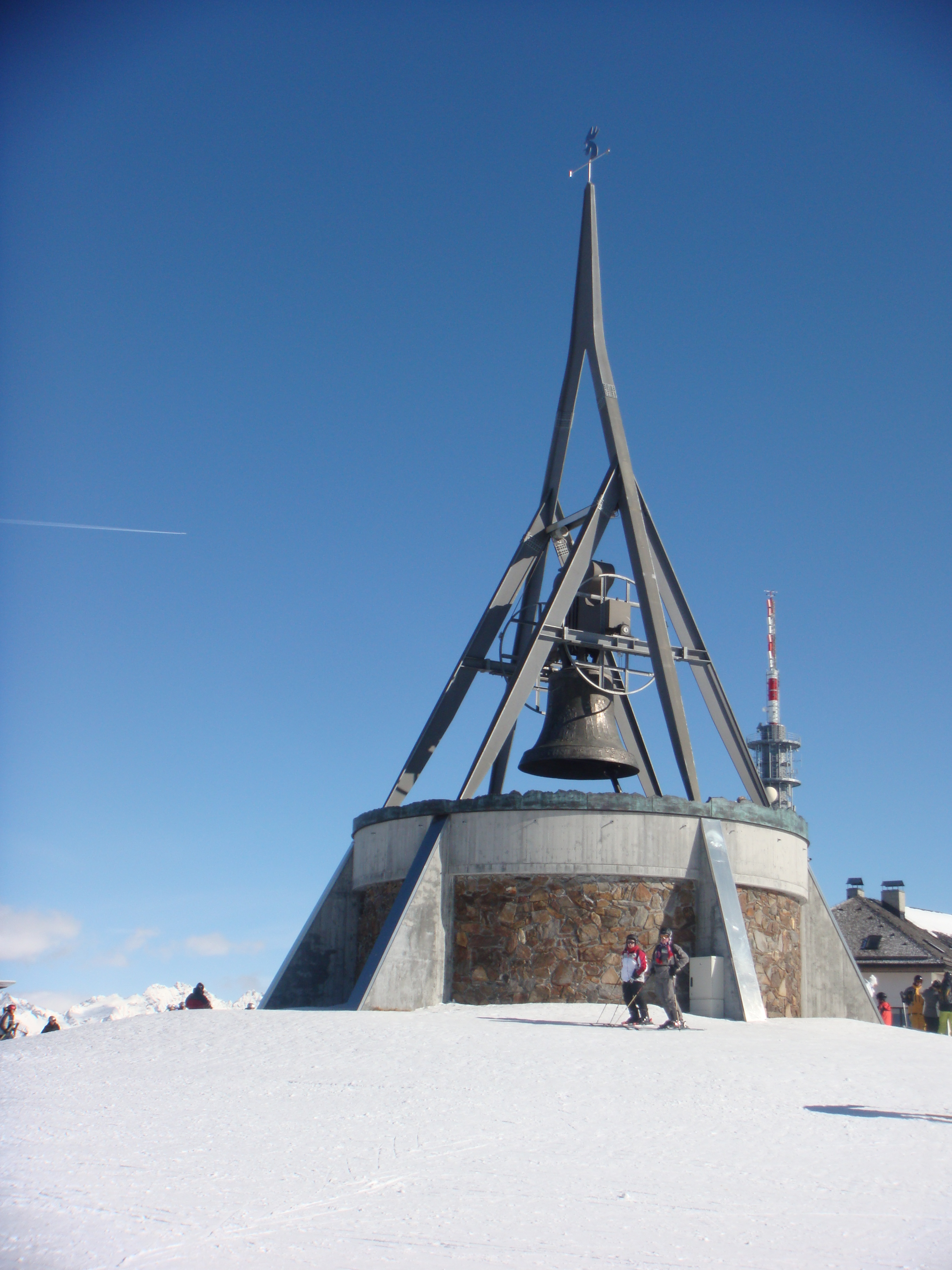
Concordia Friedensglocke auf dem Kronplatz

- Stadtpfarrkirche in Hallein: 6-stimmiges Geläut auf c1 mit einem Gesamtgewicht von 4.751 kg, gegossen 1872–1874 (nicht erhalten).

Glocken von Josef Oberascher:
- Wallfahrtsbasilika Maria Puchheim: 5-stimmiges Geläut auf c1 mit einem Gesamtgewicht von 4.065 kg, gegossen 1891–1892 (nicht erhalten).
- Andräkirche in der Salzburger Neustadt: 5-stimmiges Geläut vermutlich auf h0, gegossen 1898 (nicht erhalten).

Glocken von Franz Oberascher II:
- Herz-Jesu-Kirche Wels: 6-stimmiges Geläut auf c1 mit einem Gesamtgewicht von 5.140 kg, gegossen 1911 (nicht erhalten).
- Pfarrkirche Mülln in Salzburg: große Glocke mit Schlagton c1 und einem Gewicht von 2.433 kg (erhalten), gegossen am Tag der Kriegserklärung 1914.
- Pfarrkirche Söll: 4 Glocken auf b0, gegossen 1920 (nicht erhalten).
- Benediktinerinnenabtei Nonnberg in Salzburg: 4 Glocken auf c1, gegossen 1921 (nicht erhalten).
- Pfarrkirche Bad Hall: 5-stimmiges Geläut auf h0, gegossen 1923 (nur Glocke 4 erhalten).
- Pfarrkirche Bartholomäberg: 5-stimmiges Geläut auf h0, gegossen 1923 (nicht erhalten).
- Pfarrkirche Zams: 6-stimmiges Geläut auf h0 mit einem Gesamtgewicht von 8.035 kg, gegossen 1923 (nicht erhalten).
- Andräkirche in Salzburg-Neustadt: 4 Glocken auf h0, gegossen 1924 (nicht erhalten).
- Stadtpfarrkirche in Hallein: 5-stimmiges auf h0, gegossen 1926 (nicht erhalten).
- Wallfahrtskirche Maria Plain: 5 Glocken auf cis1, gegossen 1927 (nur die große Glocke ist erhalten).
- Salzburger Dom: 4 Glocken auf c1, gegossen 1928 als Ergänzung älterer Glocken (nicht erhalten).

Glocken von Georg Sippel:
- Benediktinerinnenabtei Nonnberg in Salzburg: 5-stimmiges Geläut auf h0, gegossen 1947.
- Pfarrkirche Hopfgarten im Brixental: 6-stimmiges Geläut in Sonderlegierung auf b0, gegossen 1948.
- Pfarrkirche Reutte: 5-stimmiges Geläut auf h0, gegossen 1948.
- Pfarrkirche Söll: 5-stimmiges Geläut aus Sonderlegierung auf a0, gegossen 1948.
- Basilika Mondsee: 4 Glocken aus Sonderlegierung auf as0, gegossen 1949 als Ergänzung zur alten Glocke von Johann Baptist Oberascher.
- Wallfahrtskirche Bildstein: 5-stimmiges Geläut aus Sonderbronze auf b0, gegossen 1949.
- Pfarrkirche Saalfelden: 5-stimmiges Geläut aus Sonderlegierung auf a0, gegossen 1949.
- Pfarrkirche Dornbirn-Oberdorf: 5-stimmiges Geläut auf b0, gegossen 1949.
- Pfarrkirche Sillian: 5 Glocken aus Sonderlegierung auf b0, gegossen 1949 als Ergänzung zu einer alten Glocke von Hans Christof Löffler. Nach einem Sprung wurde die große Glocke 2012 durch eine neue der Glockengießerei Eijsbouts ersetzt.[10]
- Pfarrkirche in Feldkirch-Altenstadt: 4 Glocken aus Sonderlegierung auf a0, gegossen 1950 als Ergänzung zu einer älteren Glocke (heute Glocke 3).
- Pfarrkirche Köstendorf: 3-stimmiges Geläut aus Sonderlegierung auf b0, gegossen 1950.
- Wallfahrtsbasilika Mariapfarr: 5-stimmiges Geläut auf c1 mit einem Gesamtgewicht von ca. 5.900 kg, gegossen 1950.
- Stadtpfarrkirche Wörgl: 5-stimmiges Geläut auf b0, gegossen 1950.
- Klagenfurter Dom: 5-stimmiges Geläut auf c1, gegossen 1951.
- Pfarrkirche Höchst: 3 Glocken auf b0, gegossen 1951 als Ergänzung zu zwei Stahlglocken. Dieses Geläut wurde 2005 durch ein 7-stimmiges Geläut der Glockengießerei Bachert ersetzt.
- Pfarrkirche Bartholomäberg: 4-stimmiges Geläut auf h0, gegossen 1952.
- Pfarrkirche Bad St. Leonhard: 4-stimmiges Geläut auf h0, gegossen 1957.
- Stadtpfarrkirche St. Xaver, Leoben: 5 Glocken auf b0, gegossen 1959 als Ergänzung zu einer Barockglocke (heute Glocke 3).
- Salzburger Dom: 5 Glocken auf es0, gegossen 1961 als Ergänzung zu zwei alten Glocken (heute Glocken 2 und 5). Das Salzburger Domgeläute ist mit insgesamt 32.438 kg (davon entfallen 26.786 kg auf die Oberascher-Glocken) das schwerste und tontiefste Geläut Österreichs (die Pummerin im Wiener Stephansdom läutet nur solistisch und ist daher nicht Teil des Geläuts). Die große Salvatorglocke ist mit 14.256 kg die zweitgrößte Glocke Österreichs, die Rupertusglocke nimmt bezüglich ihres Gewichts von 8.273 kg immerhin den siebenten Platz ein.
- Herz-Jesu-Kirche in Bregenz: 5-stimmiges Geläut auf g0 mit einem Gesamtgewicht von 10.865 kg, gegossen 1963. Die große Glocke wiegt 5.270 kg und hat einen Durchmesser von 209 cm. Das Geläute stellt das zweitgrößte nach 1945 in Österreich gegossene einheitliche Geläuteensemble dar und ist nach dem Geläute für den Salzburger Dom das zweitgrößte je bei Oberascher hergestellte Geläute.[1]Concordia Friedensglocke auf dem Kronplatz
- Stadtpfarrkirche in Hallein: 6-stimmiges Geläut auf h0, gegossen 1968.
- Andräkirche in Salzburg-Neustadt: 3 Glocken auf b0, gegossen 1968 als Ergänzung zu einer alten Glocke (heute Glocke 3).
- Pfarrkirche Anif: 5-stimmiges Geläut auf b0, gegossen 1972 als Ergänzung zu einer kleinen Glocke.

Glocken nach 1993:
- Jennersdorf: 5-stimmiges Geläut auf cis1, gegossen 1996.
- Dreifaltigkeitskirche: 3 Glocken auf c1 mit einem Gesamtgewicht von 4.177 kg, gegossen 1999.
- Kronplatz in Südtirol: Concordia 2000 mit Schlagton cis0, gegossen 2002. Diese Glocke ist mit 18.100 kg Gewicht und 311 cm Durchmesser nicht nur die größte Glocke, die je bei Oberascher hergestellt wurde, sondern eine der größten Glocken Europas. Sie zählt zu den letzten Werken dieser Gießerei.